# Ralph Marvin Steinman
Ralph Marvin Steinman, M.D. (14 de gener de 1943 Mont-real - 30 de setembre de 2011) fou un immunòleg i biòleg cel·lular quebequès de la Universitat de Rockefeller que el 1973 encunyà el terme "cèl·lules dendrítiques" quan treballava com a postdoctorat al laboratori de Zanvil A. Cohn, també a la Universitat de Rockefeller. Rebé nombrosos guardons i distincions per la seva vida dedicada a l'estudi de les cèl·lules dendrítiques, com ara el Premi Albert Lasker d'Investigació Mèdica Bàsica (2007), el Gairdner Foundation International Award (2003), i el William B. Coley Award del Cancer Research Institute (1998). A més, fou nomenat membre de l'Institute of Medicine (EUA; elegit el 2002) i la National Academy of Sciences (EUA; elegit el 2001).

## Guardons
- Premi Nobel de Fisiologia o Medicina (conjuntament amb Bruce Beutler i Jules A. Hoffmann)
- Edició 2009 de l'Albany Medical Center Prize (juntament amb Charles A. Dinarello i Bruce A. Beutler)
- Edició 1998 del William B. Coley Award